# 趙師揆
澧恭惠王趙師揆（？—1214年（嘉定七年）），字元輔，祖籍涿郡（今河北省保定市清苑縣）人，宋朝宗室、崇憲靖王趙伯圭第二子，第二代嗣秀王。

## 生平
趙師揆最初補任右承務郎、添差湖州簽判，後改任婺州通判、加直秘閣。韓元吉將他推薦給宋光宗，宋光宗詢問史浩意見，史浩認為他聰明爽直適合任用，於是任命他為江東提舉，不過其後常平失陷，趙師揆被免去職務，改職淮南漕、淮西提刑兼提舉。在任期間，他上奏請求給予士兵圩田為世業，不要收回，朝廷應允了他的請求；到他卸任，官吏獻上羨錢二十萬，他拒絕收受，表示這樣會危害人民。
趙師揆又歷任江東轉運副使、明州知州、明州觀察使、奉國軍承宣使、奉國軍節度使、開府儀同三司和萬壽觀使等職務，之後襲封嗣秀王。
朝廷在他襲封嗣秀王後授「皇伯」稱號、任命他為提举佑神观、秀安僖王园令；又曾賜予度牒及会子，讓他依照显仁皇后例修繕被燒掉的崇王府第居住，亦授他检校少保和三少：嘉泰二年（1202年）拜检校少保、嘉定三年（1210年）拜少保、六年（1213年）拜少傅、七年（1214年）又拜少師。同年去世，贈官太傅，追封澧王，諡號恭惠。

## 家族

### 子女
- 趙希德[9]
- 趙希福[9]
- 咸宁郡主[10]
- 和义郡主[10]